# Schlossstraße 24 (Korschenbroich)

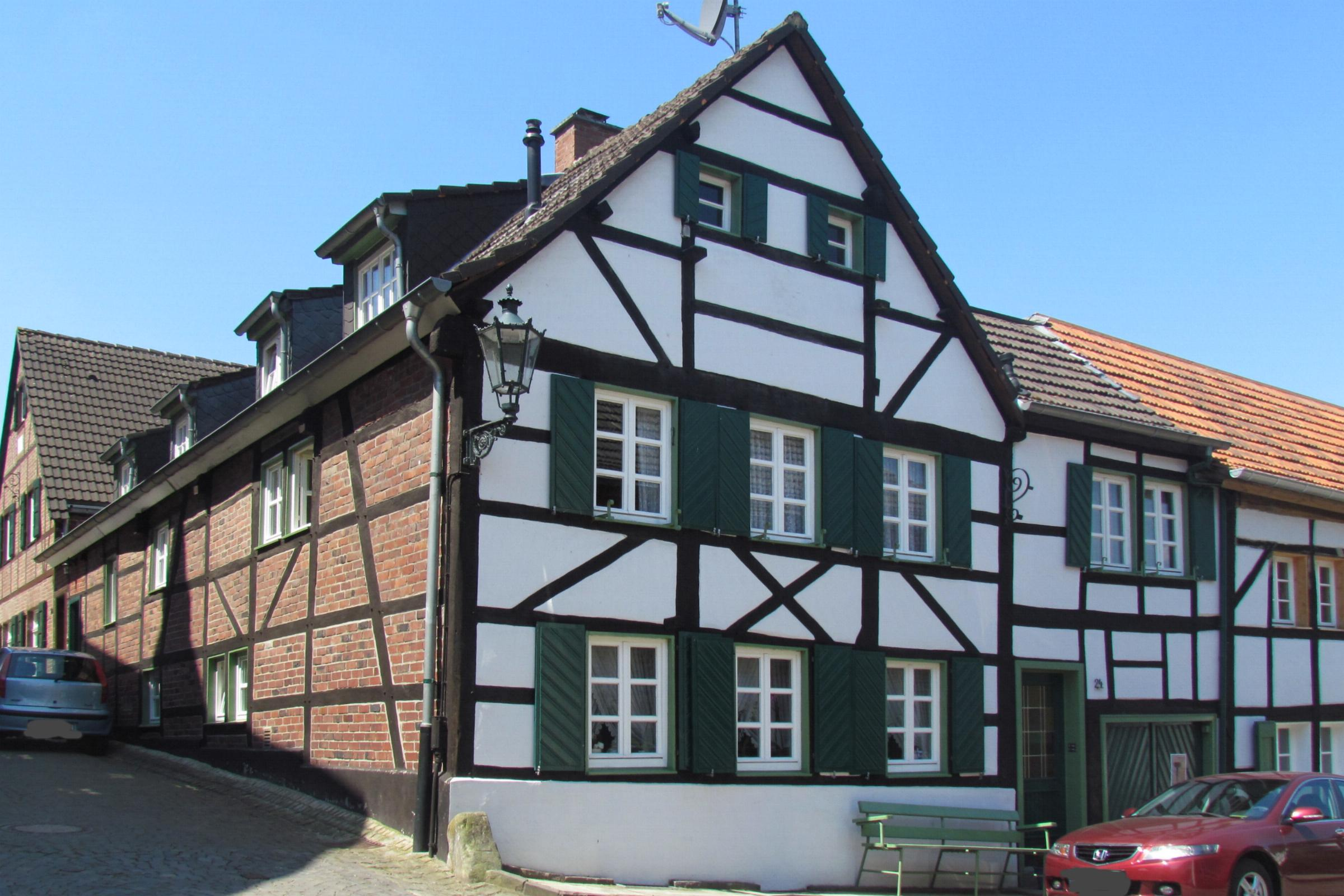
Fachwerkwohnhaus

Das Fachwerkwohnhaus Schlossstraße 24 steht im Stadtteil Liedberg in Korschenbroich im Rhein-Kreis Neuss in Nordrhein-Westfalen.
Das Haus wurde 1741 erbaut und unter Nr. 132 am 9. Juni 1987 in die Liste der Baudenkmäler in Korschenbroich eingetragen.

## Architektur
Bei dem Denkmal handelt es sich um ein zweigeschossiges traufenständiges Fachwerkwohnhaus. Das Haus bildete einmal mit dem heute getrennt genutzten Haus Schlossstraße 22 eine Einheit. Im Türsturz von Haus-Nr. 22 ist auch die Datierung von 1741 zu erkennen. Das Denkmal ist mit Fachwerk versehen, das jedoch auf einer Seite mit Backsteinen ausgemauert ist. Das Gebäude „Schlossstraße 24“ stellt als Bestandteil des denkmalwerten Ensembles des alten historischen Marktes ein Denkmal dar. Liedberg und insbesondere auch der vorhandene Markt haben für die Stadtgeschichte von Korschenbroich heimatgeschichtliche Bedeutung.